# Стопа атлета
Стопа атлета, также известная, как грибок стопы, представляет собой тип грибковой инфекциикожи стопы. Признаки и симптомы часто включают зудение, шелушение, растрескивание и покраснение. В редких случаях кожа может покрыться волдырями. Грибок стопы может поражать любую часть стопы, но чаще всего он развивается между пальцами. Следующей наиболее распространенной областью является подошва стопы. Этот же грибок может поражать ногти или руки. Данное заболевание относится к группе заболеваний, известных как стригущий лишай.
Грибок стопы вызывается рядом различных грибковых инфекций, включая такие виды, как трихофитон, эпидермофитон и микроспорум. Это состояние обычно возникает при контакте с инфицированной кожей или грибком в окружающей среде. Распространенные места, где грибки могут выживать – это бассейны и раздевалки. Они также могут передаваться от других животных. Обычно диагноз ставится на основании признаков и симптомов; однако, его можно подтвердить либо посевом, либо наблюдением за гифами с помощью микроскопа. Экзема и контактный дерматит могут быть схожими.
Некоторые методы профилактики включают в себя отказ от хождения босиком в общественных душевых, короткую стрижку ногтей на ногах, ношение достаточно большой обуви и ежедневную смену носков. При заражении ноги следует держать в сухости и чистоте, также может помочь ношение сандалий. Лечение может проводиться либо с помощью противогрибковых препаратов наносимых на кожу, таких как Клотримазол, либо, в случае стойких инфекций, противогрибковых препаратов, принимаемых внутрь, таких как Тербинафин. Обычно рекомендуется использовать крем в течение четырех недель.
Впервые грибок стопы был описан в медицине в 1908 году. Во всем мире грибком стопы страдают около 15% населения. Мужчины страдают чаще, чем женщины. Чаще всего это возникает у детей старшего возраста или молодых людей. Исторически считается, что это редкое заболевание, которое стало более распространенным в 1900-х годах из-за более широкого использования обуви, при посещении фитнес-клубов, в случае войн и путешествий.